# Olivier Alain
Olivier Alain (Saint-Germain-en-Laye, 3 d'agost de 1918 — París, 28 de febrer de 1994) fou un musicòleg, crític, compositor i organista francès.
Fill d'Albert Alain i germà de Jehan Alain, també compositor i organista, i de Marie Claire Alain, organista de renom internacional.
Els anys 1950 i 1951 va estudiar amb Tony Aubin i Olivier Messiaen al Conservatori de París. Fou director del Conservatori de Saint-Germain-en-Laye de 1950 a 1964, director de l'Escola superior de música ‘’César Franck’’ entre 1961 i 1972 -on ensenyà composició i anàlisi musical- i inspector de música al Ministeri francès de Cultura. El 1976 va fundar el Conservatori Nacional de la Regió de París, que va dirigir fins a [1985]. També va ser crític musical de le Figaro, les Nouvelles Littéraires i la Croix. És l'autor d'un oratori, alguns motets, i diverses peces per a orgue.
Així mateix va descobrir en una biblioteca privada d'Estrasburg 14 cànons inèdits de Johann Sebastian Bach, sobre les 8 notes fonamentals de l'ària de les Variacions Goldberg (BWV 1087), dels quals se'n feu la primera audició en aquella ciutat el 1974, i que són considerats un gran descobriment musicològic del segle XX amb relació a la música de Bach.